# Prins Georgs land

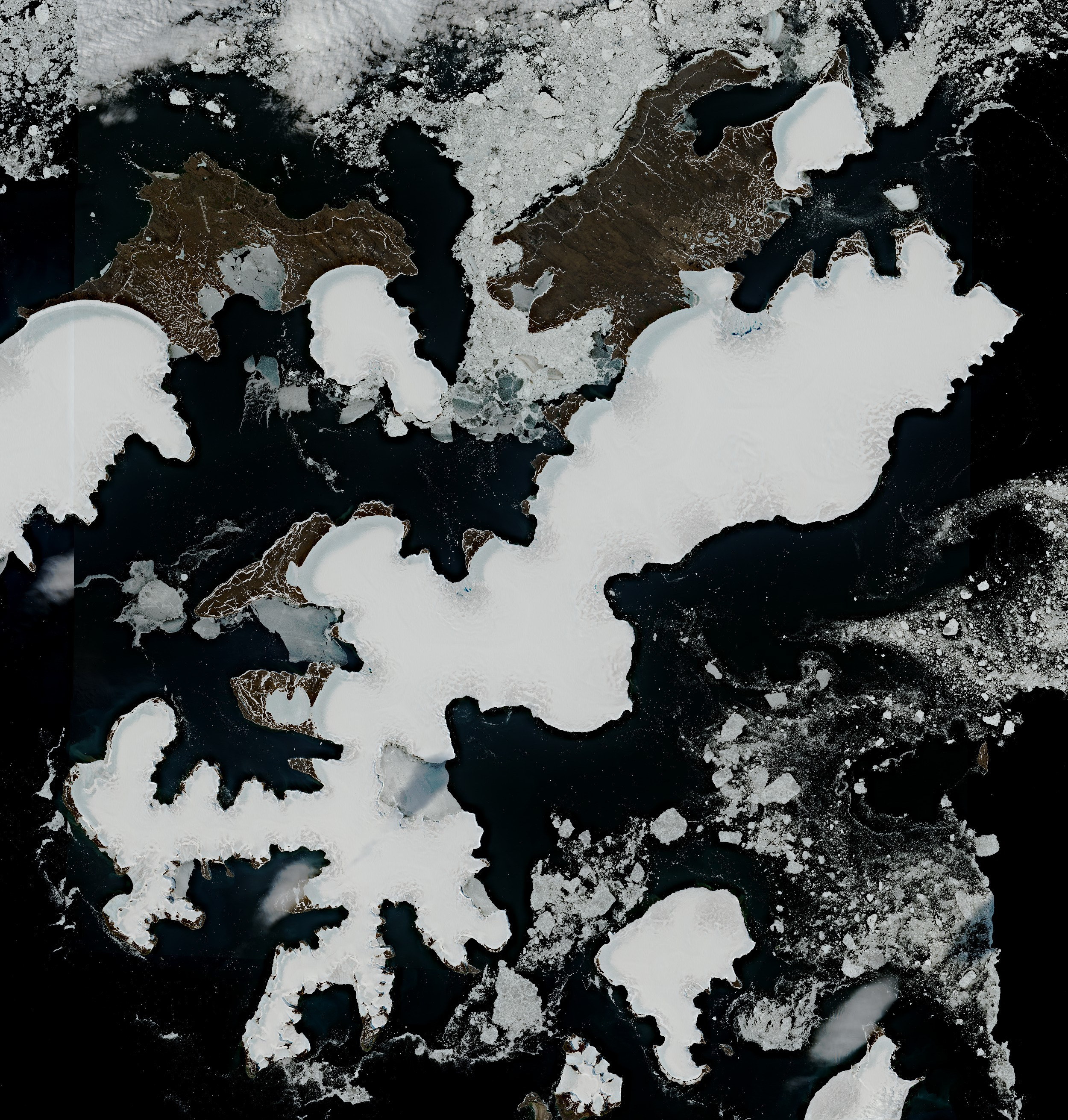
Satellitbild över Prins Georgs land från 2021.

Prins Georgs land (ryska: Земля Георга, tr. Zemlja Georga) är en ö i Norra ishavet tillhörande Archangelsk oblast i Ryssland. Den är med sina 2 741 km² den till ytan största ön i ögruppen Frans Josefs land. Ön uppkallades 1897 efter Georg V av Storbritannien, som vid namngivningstillfället var kronprins.

## Historia
Prins Georgs lands östra kust skymtades redan 1873 av Julius von Payer och Carl Weyprecht under den österrikisk-ungerska expeditionen till Frans Josefs land. Den antogs då utgöra en del av en större landmassa, vid namn Zichys land. Närmare kartläggning utfördes 1880 av Benjamin Leigh Smith som landsteg vid en bukt på öns sydkust. Där ägnade han även sin tid åt namngivning av olika geografiska särdrag. Leigh Smith använde namnet Alexandras land för att hänvisa till området han utforskade, med följden att Zichys land istället började avse Frans Josefs lands centrala delar. 

Karta över västra Frans Josefs land.

Området kartlades grundligt av Frederick George Jackson 1894 till 1897. I slutet av expeditionen undersökte han territoriets norra delar och klargjorde att det bestod av två öar som åtskiljdes av Cambridgesundet. Den västra behöll namnet Alexandras land, medan den östra döptes till Prins Georgs land efter kronprins Georg av Wales, sedermera Georg V av Storbritannien.
2010 hittades rester av en gravplats och ett par dokument från den olycksaliga Brusilovexpeditionen(en). Texten kunde påvisa att några av dess deltagare lyckades ta sig till Prins Georgs land under sina försök att evakueras.

## Geografi och natur
Prins Georgs land är den största ön i ögruppen Frans Josefs land. Den har en yta på 2 741 km² och är belägen i ögruppens västra del. Prins Georgs land omges av Brittiska kanalen till öster samt Cambridgesundet till väster, som skiljer den från Alexandras land. Ön kännetecknas av platåberg som till stor del täcks av en glaciär. Den låglänta Armitagehalvön i norr utgör det enda större isfria området. Här finns merparten av Prins Georgs lands vegetation, som huvudsakligen består av glesbevuxna mossor och lavar.
Då ön erbjuder ett jämförelsevis stort utbud av isfria terrängtyper väljer flera fågelarter att häcka på dess klippor och sluttningar. Arterna innefattar bland annat alkekung, spetsbergsgrissla, tretåig mås, tobisgrissla, stormfågel och vittrut. På Prins Georgs land finns ögruppens största flodnätverk, vars längsta vattendrag uppnår en längd på 19 km. Ön hyser även en stor del av Frans Josefs lands sjöar.